# Teram Kangri
Le Teram Kangri est une montagne à la frontière entre la Chine et une zone revendiquée par l'Inde et le Pakistan. Il culmine à 7 462 mètres d'altitude et constitue le point culminant du Siachen Muztagh (en) dans la chaîne du Karakoram. Il est situé à une dizaine de kilomètres au nord du glacier de Siachen.
La première ascension du Teram Kangri est effectuée en 1975 par une expédition du Club alpin japonais menée par Hajime Katayama.

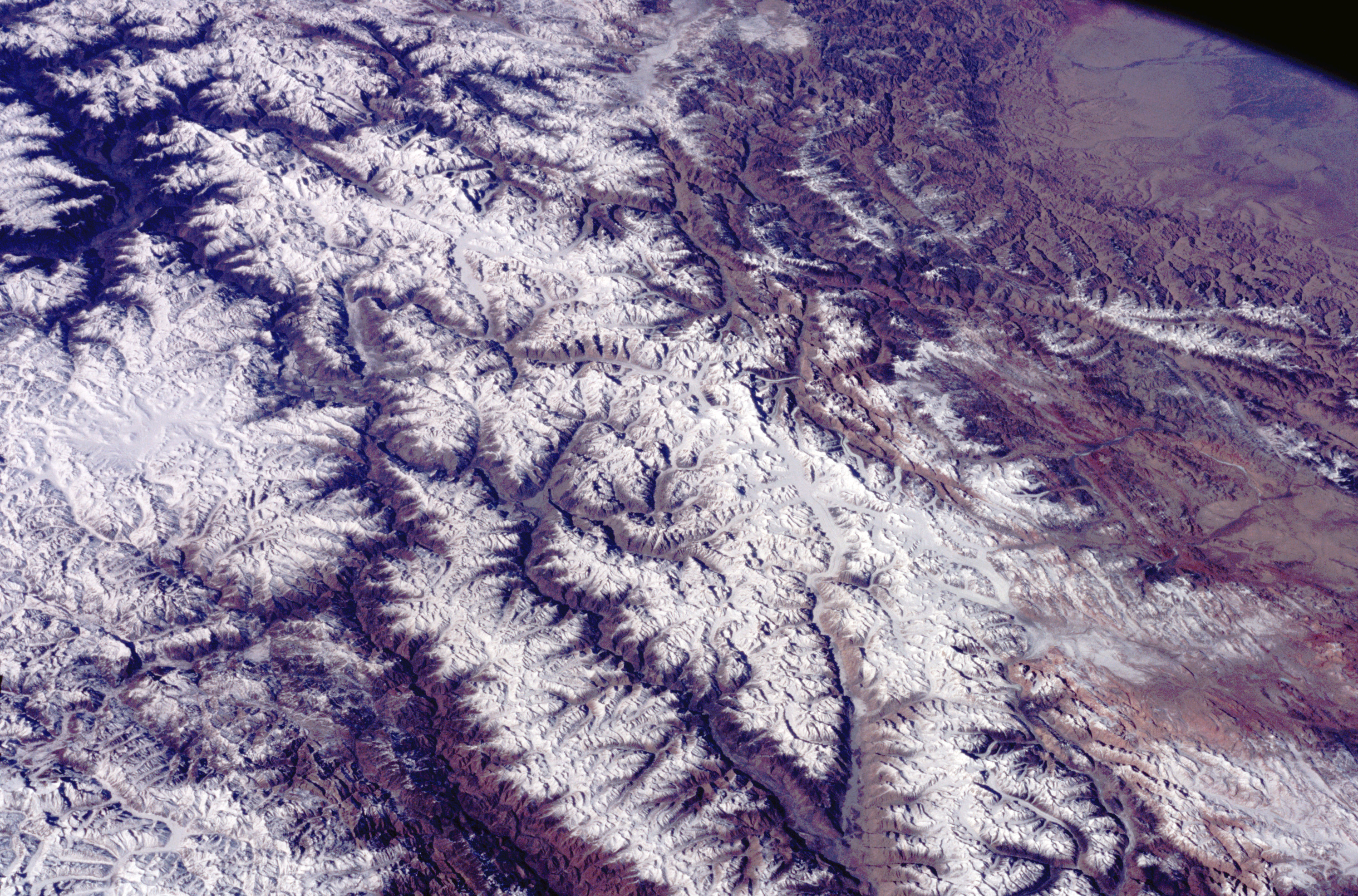
Vue du Karakoram depuis la Station spatiale internationale.

| Teram Kangri |